# Hinojosa del Valle
Hinojosa del Valle település Spanyolországban, Badajoz tartományban. Hinojosa del Valle Hornachos, Llera, Usagre, Los Santos de Maimona és Ribera del Fresno községekkel határos. Lakosainak száma 480 fő (2024).

## Népesség
A település népessége az utóbbi években az alábbiak szerint változott:
| Lakosok száma | 599  | 572  | 556  | 558  | 544  | 519  | 503  | 483  | 476  | 480  |
|               | 2001 | 2004 | 2006 | 2009 | 2011 | 2014 | 2016 | 2019 | 2021 | 2024 |